# ظلموني الحبايب (فلم)
ظلموني الحبايب هو فيلم مصري عرض عام 1953، بطولة صباح وعماد حمدي وفريد شوقي، ومن إخراج حلمي رفلة.

## قصة الفيلم
تدور الأحداث حول أسرة سعيدة وأب حنون يغدق على ابنته، وفجأة تتبدل الدنيا، يفقد الرجل أمواله بعد مضاربته في البورصة. يموت الأب ولكن سوء الحظ الذي لازم والدها يفقده لثروته بعد أن قام أحد أصدقاء الزوج بالدسيسة بينه وبين زوجته أدى إلى الانفصال وتخلي الزوج عن زوجته، وبعد موت الأب وزوال العز، تجد ابنته نفسها وحيدة يتعقبها رجل شرير، تحاول أن تدافع عن نفسها ويظلمها أقرب الناس إليها صديق صباها وزميل دراستها، ولكن يعود إلى رشده ويدافع عنها.

## طاقم التمثيل
- صباح: (ابتسام)
- عماد حمدي: (بهاء)
- فريد شوقي: (رفعت)
- حسين رياض: (كامل بيه - والد ابتسام)
- شريفة ماهر: (نظيمة - ابنة خالة بهاء)
- محمود شكوكو: (دسوقي عبد العليم خضر)
- دولت أبيض: (دريه هانم - والدة بهاء)
- زينات صدقي: (فركوكا - خادمة ابتسام)
- محمد الديب: (حافظ السيرياقوسي/ مصمص الحويحي)
- عبد الرحيم الزرقاني: (المحامي)
- نصر الدين مصطفى: (قاضي جريمة القتل)
- أحمد الجزيري: (عبد القدوس - محامي جريمة السرقة)
- أحمد مختار: (قاضي جريمة السرقة)
- جراسيا قاصين: (عنايات هانم - عمة رفعت)
- عبد المنعم سعودي: (رجل المزاد)
- إدمون تويما: (الجواهرجي)
- علي كامل: (الصايغ)
- علية فوزي: (ممرضة)
- عبد الحميد بدوي: (عم رضوان)
- عبد البديع العربي: (محامي الورثة)
- مطاوع عويس: (عسكري بالمحكمة)
- طوسون معتمد: (عسكري بالحجز)
- ماري باي باي: (سيدة بالحجز)
- رجوات منصور: (سيدة بالحجز)
- عباس الدالي: (المأذون)
- عبد الحميد زكي: (صاحب المنزل)
- عبد الحليم القلعاوي: (بهجت - مدير التياترو)
- زكي إبراهيم: (الطبيب)
- فوزية إبراهيم: (بسكوتة)
- رشاد حامد: (ضابط القسم)
- وهبة حسب الله: (وكيل النيابة)
- منير الفنجري: (حاجب المحكمة)

## فريق العمل
- إخراج: حلمي رفلة
- قصة: يوسف عيسى
- حوار: بديع خيري
- مدير التصوير: برونو سالفي
- مونتاج: إميل بحري
- موسيقى تصويرية: محمد فوزي
- إنتاج: أفلام محمد فوزي
- توزيع: منتخبات بهنا فيلم
- تأليف الأغاني: مأمون الشناوي، فتحي قورة
- ألحان الأغاني: محمد فوزي